# Laguna Negra (Venezuela)
La Laguna Negra está situada en el Parque nacional Sierra Nevada, en el estado Mérida de Venezuela a una altitud de 3480 m s. n. m. Se localiza a varios kilómetros de la laguna de Mucubají, desde la que se accede por un sendero, y a unos 150 metros menos de altitud que la misma. La Laguna Negra es uno de los principales atractivos turísticos del estado Mérida, y llama la atención por su color oscuro.

## Origen
La laguna es de origen glaciar y ocupa un valle pequeño, en forma de "V". Es una de las más profundas de Venezuela, con una profundidad de hasta 24 metros. Recibe sus aguas de la quebrada La Corcovada y las vierte al río Santo Domingo, en dirección al Océano Atlántico.
El naturalista Carlos E. Chardón la visitó en diciembre del año 1936 para recoger vegetación, especialmente del género Espeletia.
Fue explorada por vez primera en 1973 por el naturalista Félix Rodríguez de la Fuente y dos miembros más de su equipo que pernoctaron en ella y accedieron por helicóptero, ya que en esa la fecha no existía sendero transitable.

## Interés y leyenda
Su color casi negro se debe a que está rodeada por laderas empinadas cubiertas densamente por coloraditos que se reflejan en el agua. El aspecto misterioso que produce el efecto ha dado pie a leyendas que afirman que en ella habitan duendes u otras criaturas paranormales. Si se perturba la tranquilidad del lugar, estas criaturas se enfadan y provocan niebla o incluso tormentas que pueden perder a las personas; también se atribuye a la propia laguna el poder hacer que se oscurezca de repente, perdiéndose el camino, es para dar temor, pero siempre lo encuentran.